# Masdevallia empusa
Masdevallia empusa är en orkidéart som beskrevs av Carlyle August Luer. Masdevallia empusa ingår i släktet Masdevallia och familjen orkidéer. Inga underarter finns listade i Catalogue of Life.